# 林丹丹
林丹丹（日語：林 丹丹，1989年7月10日—）是日本一名女演员，曾荣获第11届全日本国民美少女比赛冠军。她出身于大阪府大阪市住之江区。

## 人物简历
父亲是日本人，母親则来自中國北京。能讲中日双语。
林丹丹在2006年参加了全日本国民的美少女比赛并获冠军。她比赛时演唱了GARNET CROW的《夏の幻》。她还是2007年“日本中华年”的形象代言。
林丹丹第一次戲劇演出是在2008年初《談判尤物》中，饰演主角宇佐木玲子的妹妹宇佐木澪。在改编自長田紀生小說的電影《禅 ZEN》（导演霍建起，2008年秋上映）中，飾演女主角，此消息在第10届上海国際电影节上公布。
2014年4月末宣布從演藝圈引退，但已經於2024年1月中宣布復出演藝圈。

## 个人作品

### DVD
- 《第11届全日本国民美少女比赛 国民的美少女2006》（2006年11月15日）

### 杂志连载
- 《日刊体育》－《林丹丹的你好检查组》（2009年7月－2010年11月）

### 日历
- 2008年日历（2007年10月22日）

## 奖励荣誉
- 第九届世界华商大会[1]2007年日本中华年形象女孩（2006年11月－）[2][3]
- 《仙履奇缘3：时间魔法》发行纪念“最佳灰姑娘”（2007年2月，博伟电影迪士尼DVD）[4]
- 羽田空港限定 天空套房 联合开发（2007年10月－2008年1月）[5]
- 亚洲明星奖 （2009年1月15日）

## 外部連結
- 林丹丹的經紀公司介紹網站